# Bavia intermedia
Bavia intermedia är en spindelart som först beskrevs av Karsch 1880.  Bavia intermedia ingår i släktet Bavia och familjen hoppspindlar. Inga underarter finns listade.